# Hewitt (comté de Wood, Wisconsin)
Pour les articles homonymes, voir Hewitt.
Hewitt est un village du comté de Wood, dans l'État du Wisconsin, aux États-Unis. En 2020, il comptait une population de 796 habitants.